# Gaius Bruttius Praesens (Konsul 217)
Gaius Bruttius Praesens war ein römischer Politiker und Senator des 3. Jahrhunderts n. Chr.
Bruttius entstammte der patrizischen gens Bruttia, die ursprünglich aus Lukanien kam. Sein Vater Lucius Bruttius Quintius Crispinus war im Jahr 187 Konsul gewesen. Sein Sohn war vielleicht Gaius Bruttius Praesens, der 246 das Konsulat bekleidete. Bruttius selbst war im Jahr 199 salius Palatinus, im Jahr 217 erreichte er das ordentliche Konsulat.